# RTL Plug
RTL Plug (bis 27. März 2023: Plug RTL) ist ein französischsprachiger Fernsehsender. Er sendet im belgischen Kabelnetz und wird in Luxemburg über DVB-T verbreitet. Der Privatsender nahm am 13. Februar 2004 den Sendebetrieb auf und ist nach RTL TVI und Club RTL der dritte Ableger der RTL Group in Belgien. Das Fernsehprogramm von RTL Plug besteht hauptsächlich aus Serien und Reality-Shows.
Die heutigen Eigentümer sind zu 66 Prozent die DPG Media und zu 50 Prozent Groupe Rossel. Bis zum Verkauf der belgischen Fernsehsparte am 31. März 2022 war die RTL Group Besitzer des Senders.
Bis zum 7. September 2008 hieß der Sender Plug TV. Im Zuge eines Redesigns wurde Plug RTL am 28. März 2023 in RTL Plug umbenannt.

## Sendelogos

Logo bis 7. September 2008
Logo von 8. September 2008 bis 27. März 2023
Logo seit 28. März 2023